# 西里瓦尼山
13°11′57″S 72°2′39″W / 13.19917°S 72.04417°W
西里瓦尼山（Sirihuani），是秘魯的山峰，位於該國東南部庫斯科大區，屬於安第斯山脈中烏魯潘帕山脈的一部分，海拔高度約5,399米，人類在1964年首次登頂。